# ماريو غونزاليس (ملاكم)
ماريو غونزاليس (بالإسبانية: Mario González)‏ (15 أغسطس 1969 بمدينة مكسيكو في المكسيك - ) هو ملاكم مكسيكي، صنّف ضمن فئة وزن الذبابة. شارك في الألعاب الأولمبية الصيفية 1988.

## وصلات خارجية
- ماريو غونزاليس على موقع بوكس ريك (الإنجليزية) (registration required)
- ماريو غونزاليس على موقع أوليمبيديا (الإنجليزية)